# Саннісайд (Вашингтон)
Саннісайд (англ. Sunnyside) — місто (англ. city) в США, в окрузі Якіма штату Вашингтон. Населення — 16 375 осіб (2020).

## Географія
Саннісайд розташований за координатами 46°18′53″ пн. ш. 120°0′20″ зх. д. / 46.31472° пн. ш. 120.00556° зх. д. (46.314619, -120.005489).  За даними Бюро перепису населення США в 2010 році місто мало площу 17,18 км², уся площа — суходіл. В 2017 році площа становила 19,46 км², уся площа — суходіл.

### Клімат
| Клімат : Саннісайд      | Клімат : Саннісайд | Клімат : Саннісайд | Клімат : Саннісайд | Клімат : Саннісайд | Клімат : Саннісайд | Клімат : Саннісайд | Клімат : Саннісайд | Клімат : Саннісайд | Клімат : Саннісайд | Клімат : Саннісайд | Клімат : Саннісайд | Клімат : Саннісайд | Клімат : Саннісайд |
| Показник                | Січ.               | Лют.               | Бер.               | Квіт.              | Трав.              | Черв.              | Лип.               | Серп.              | Вер.               | Жовт.              | Лист.              | Груд.              | Рік                |
| Абсолютний максимум, °C | 21,1               | 22,2               | 27,8               | 35,6               | 40,0               | 41,7               | 44,4               | 42,2               | 39,4               | 31,7               | 25,0               | 20,6               | 44,4               |
| Середній максимум, °C   | 3,8                | 8,4                | 14,5               | 19,4               | 23,9               | 27,9               | 32,2               | 31,4               | 26,4               | 19,4               | 10,3               | 4,4                | 18,5               |
| Середній мінімум, °C    | −5                 | −2,8               | −0,1               | 3,1                | 7,1                | 10,6               | 12,6               | 11,5               | 7,7                | 2,9                | −1,1               | −3,7               | 3,6                |
| Абсолютний мінімум, °C  | −32,2              | −28,3              | −13,9              | −15,6              | −4,4               | 0,0                | 3,9                | 2,2                | −7,8               | −11,1              | −30,6              | −34,4              | −34,4              |
| Норма опадів, мм        | 23                 | 16                 | 11                 | 12                 | 14                 | 14                 | 5                  | 6                  | 11                 | 15                 | 23                 | 24                 | 173                |
| Днів з опадами          | 7                  | 6                  | 5                  | 4                  | 5                  | 4                  | 2                  | 2                  | 3                  | 5                  | 7                  | 8                  | 58,0               |
| ----------------------- | ------------------ | ------------------ | ------------------ | ------------------ | ------------------ | ------------------ | ------------------ | ------------------ | ------------------ | ------------------ | ------------------ | ------------------ | ------------------ |
| Джерело:                |                    |                    |                    |                    |                    |                    |                    |                    |                    |                    |                    |                    |                    |

## Демографія
Згідно з переписом 2010 року, у місті мешкало 15 858 осіб у 4332 домогосподарствах у складі 3428 родин. Густота населення становила 923 особи/км².  Було 4556 помешкань (265/км²).
Расовий склад населення:
| - 43,4 % — білих - 0,9 % — корінних американців - 0,7 % — азіатів - 0,3 % — чорних або афроамериканців - 52,3 % — осіб інших рас |

До двох чи більше рас належало 2,3 %. Частка іспаномовних становила 82,2 % від усіх жителів.
За віковим діапазоном населення розподілялося таким чином: 38,5 % — особи молодші 18 років, 53,2 % — особи у віці 18—64 років, 8,3 % — особи у віці 65 років та старші. Медіана віку мешканця становила 25,0 року. На 100 осіб жіночої статі у місті припадало 100,4 чоловіків;  на 100 жінок у віці від 18 років та старших — 95,6 чоловіків також старших 18 років.
Середній дохід на одне домашнє господарство  становив 53 264 долари США (медіана — 35 699), а середній дохід на одну сім'ю — 55 585 доларів (медіана — 38 824). Медіана доходів становила 29 250 доларів для чоловіків та 24 154 долари для жінок. За межею бідності перебувало 25,0 % осіб, у тому числі 36,3 % дітей у віці до 18 років та 15,2 % осіб у віці 65 років та старших.
Цивільне працевлаштоване населення становило 6176 осіб. Основні галузі зайнятості: сільське господарство, лісництво, риболовля — 30,7 %, освіта, охорона здоров'я та соціальна допомога — 22,8 %, роздрібна торгівля — 9,9 %, виробництво — 8,5 %.